# Andrei Frascarelli
Andrei Frascarelli, detto Andrei (Pederneiras, 21 febbraio 1973), è un ex calciatore brasiliano, di ruolo difensore.

## Caratteristiche tecniche
Giocava come difensore centrale.

## Carriera

### Club
Iniziò nel XV de Jaú, e si fece notare partecipando al Mondiale Under-17 1989; trasferitosi a 18 anni al Palmeiras, vi giocò fino ai 20 anni, prima di essere ceduto al Goiás. Nel 1995 vinse la Bola de Prata, premio annualmente assegnato dalla rivista Placar ai migliori 11 giocatori del campionato brasiliano. Nel 1997 si trasferì quindi in Europa, giocando per gli spagnoli dell'Atlético Madrid nel corso del 1997-1998, classificandosi al settimo posto nella Liga. La stagione successiva la passò al Real Betis di Siviglia, terminando all'undicesimo posto in campionato con 49 punti. Mandato in Brasile per una stagione, al Santos, giocò nel 1999-2000, terminato con la retrocessione del Betis in Segunda División. Tornò quindi nuovamente in Brasile, al Marília, squadra minore del panorama paulista, giocandovi per cinque anni. Dopo una breve esperienza nell'LR Ahlen, in Germania, gioca nel Rio Claro nello Stato di San Paolo, ritirandosi poi nel 2008 con il Ceilândia. Conta 81 presenze nel campionato brasiliano, con 12 reti all'attivo, e 13 con 4 reti in Coppa del Brasile.

### Nazionale
Con il Brasile fu convocato per il campionato mondiale di calcio Under-20 1991 giocando da titolare a 18 anni, segnando anche una rete nel corso della competizione.

## Palmarès

### Club

#### Competizioni nazionali
- Campionato Carioca: 1

Fluminense: 1995
- Torneo Rio-San Paolo: 1

Palmeiras: 1993

#### Individuale
- Bola de Prata: 1

1995

### Nazionale
- Campionato sudamericano di calcio Under-20: 1

1991